# Espécie deficiente de dados
Dados deficientes (DD) é uma categoria aplicada pela IUCN, outras agências e individualmente a espécies que não possuem informação suficiente para propor um estado de conservação apropriado. Isso não indica necessariamente que a espécie não foi estudada: mas indica que existe pouca ou nenhuma informação disponível sobre abundância e distribuição da espécie. A IUCN recomenda que deve se tomar cuidado para evitar classificar espécie como Dados deficientes quando a ausência de registros pode significar perigo de baixa abundância: Se a distribuição de um táxon é suspeita por ser relativamente circunscrita, se há considerável período de tempo desde o último registro, um estado de ameaça pode ser bem justificado.